# بلال آرزو
بلال آرزو (انگلیسی: Balal Arezou؛ زادهٔ ۲۸ دسامبر ۱۹۸۸) یک بازیکن فوتبال اهل افغانستان است.